# Ahmat Mahamat Bachir
Ahmat Mahamat Bachir, né le 12 février 1960, est un homme politique tchadien.

## Biographie
Ahmat Mahamat Bachir nait le 12 févier 1960, il a étudié à la facultés des sciences politiques et des relations internationales de l'université d'Alger et a obtenu un Master's Degree en science politique en 1987. Ahmat Mahamat Bechir a occupé plusieurs postes dans la sphère politique tchadienne. Il est ministre de l'intérieur mais est forcé à quitter son poste le 15 février 2013 après la découverte d'irrégularités dans les effectifs de la police. Devenu directeur de cabinet du président Idriss Déby 8 mois plus tard, 2018, et enfin ministre des mines et du développement industriel, commercial et de la promotion du secteur privé depuis le 9 novembre 2018. En 2009, alors ministre de l'intérieur, est visé par une tentative d'assassinat à N'Djamena.